# TSC Brunswiek Rot-Weiss
Der Tanz-Sport-Club Brunswiek Rot-Weiss ist ein Tanzsportverein in Braunschweig. Gegründet wurde der Verein 1984. Er verfügt über Angebote im Breitensportbereich. Trainiert werden Standard- und Lateintänze, Foxtrott, Discofox und Salsa sowie Solotänze.

## Ehemalige Standardformation
Die Standardformation des TSC Brunswiek Rot-Weiss wurde 1994 gegründet und trat in der Saison 1994/1995 zunächst in der Regionalliga Nord Standard an, wo die Mannschaft am Ende der Saison den ersten Platz belegte. Auch das Aufstiegsturnier zur 2. Bundesliga Standard gewann die Mannschaft, so dass sie in der Saison 1995/1996 in der 2. Bundesliga antrat. Hier gelang mit dem ersten Platz der Liga der Durchmarsch in die 1. Bundesliga Standard. In der 1. Bundesliga trat die Mannschaft bis zur Saison 1997/1998 an. Nach dem Abstieg in die 2. Bundesliga folgte in der Saison 1998/1999 der direkte Wiederaufstieg in die 1. Bundesliga, in der mit dem 7. Platz in der Saison 1999/2000 die Klasse aber nicht gehalten werden konnte. Nach dem Wiederabstieg in die 2. Bundesliga trat die Standardformation des TSC Brunswiek Rot-Weiss nicht mehr zu Ligawettkämpfen an. Trainiert wurde die Mannschaft von Irmhild und Horst Maßberg.